# Nykøbing Len
Nykøbing Len var et af tre hovedlen på Lolland og Falster og omfattede Falsters Sønder Herred og Falsters Nørre Herred. I 1523 kom Femø under Nykøbing Len.
I 1662 blev det til Nykøbing Amt, som i 1803 indgik i Maribo Amt. 

## Lensmænd
- 1488-1516 eller 1517 Oluf Holgersen Ulfstand
- 1523 Laurids Lauridsen Knob
- 1523-1526 Jørgen van der Wisch (Junge)
- 1526- Mogens Bille
- 1531-1534 Mogens Gøye
- 1555-1565 Jørgen Thygesen Brahe
- 1569- Peder Oxe til Nielstrup
- 1624-1626 Axel Knudsen Urne
- 1653-1657 Offe Skade
- 1657-1661 Christoffer Godskesen Lindenov